# Sławomir Filipowski
Sławomir Filipowski (ur. 25 października 1959, zm. 16 marca 2024) – polski lekkoatleta, płotkarz specjalizujący się w biegu na 400 metrów przez płotki, medalista mistrzostw Polski, następnie trener.

## Życiorys
Był zawodnikiem Górnika Wałbrzych.
Na mistrzostwach Polski seniorów na otwartym stadionie wywalczył jeden medal: brązowy w biegu na 400 metrów przez płotki w 1982.
Od 1986 mieszkał w Niemczech, pracował w klubie TV Wattenscheid 01, jego zawodnikami byli m.in. Malte Mohr, Yasmin Kwadwo, Esther Cremer i Pamela Dutkiewicz
Jego rekord życiowy w biegu na 400 metrów ppł wynosił 50,94 (3.07.1982).